# ارنست یاکسون
ارنست یاکسون (استونیایی: Ernst Jaakson; ۱۱ اوت ۱۹۰۵ – ۴ سپتامبر ۱۹۹۸) دیپلمات اهل استونی بود. وی به مدت ۶۹ سال بدون وقفه از لحاظ دیپلماتیک به کشور استونی خدمت کرد.